# Municipio Nicolás Romero
Koordinaten: 19° 38′ N, 99° 19′ W
Nicolás Romero ist ein Municipio im mexikanischen Bundesstaat México. Es gehört zur Zona Metropolitana del Valle de México, der Metropolregion um Mexiko-Stadt.
Das Municipio zählte beim Zensus 2010 366.602 Einwohner, seine Fläche beläuft sich auf 235,5 km². Verwaltungssitz und größte Ort des Municipios ist Villa Nicolás Romero.

## Geographie
Nicolás Romero liegt zentral im Bundesstaat México, etwa 20 km nordöstlich von Mexiko-Stadt auf durchschnittlich 2370 m Höhe. Je etwa 40 % des Municipios sind landwirtschaftlich genutzt bzw. bewaldet.
Das Municipio Nicolás Romero grenzt an die Municipios Villa del Carbón, Tepotzotlán, Cuautitlán Izcalli, Atizapán de Zaragoza, Isidro Fabela, Temoaya und Jiquipilco.

## Orte
Das Municipio Nicolás Romero umfasst 43 Orte, 13 von ihnen haben mehr als 2.500 Einwohner, 16 weitere zumindest 500 Einwohner. Die größten Orte sind:
| Ortsname                       | Bevölkerung (2010) |
| ------------------------------ | ------------------ |
| Villa Nicolás Romero           | 281.799            |
| Veintidós de Febrero           | 013.031            |
| Progreso Industrial            | 011.289            |
| Quinto Barrio                  | 005.795            |
| Santa María Magdalena Cahuacán | 005.279            |
| San José el Vidrio             | 005.204            |
| San Francisco Magú             | 004.962            |
| San Miguel Hila                | 004.373            |